# L'Escorte (Lucky Luke)
Pour les articles homonymes, voir L'Escorte.
L'Escorte est la quarante-deuxième histoire de la série Lucky Luke par Morris (dessin) et René Goscinny (scénario). Elle est publiée pour la première fois du no 1380 au no 1401 du journal Spirou. Puis est publiée en album en 1966. Il s'agit de la suite de l'histoire Billy the Kid.

## Univers

### Synopsis
Lucky Luke est chargé de mener Billy the Kid au Nouveau-Mexique où le hors-la-loi doit être jugé pour un délit commis par le passé (donc, avant sa rencontre avec le héros, dans l'album Billy the Kid).
Billy passe ses nuits dans la cellule du shérif des villes traversées, alors que Lucky dort à l'hôtel. Une nuit, Billy the Kid fait la connaissance de Bert Malloy, un bandit de petite envergure qui doit être libéré le lendemain. Les deux hommes concluent alors un marché : Malloy aide Billy à s'évader et, en échange, ce dernier partagera avec lui le butin qu'il a amassé durant des années. Or Billy ne possède aucun butin et prévoit d'éliminer Malloy après son évasion — Bert compte également supprimer Billy une fois le butin récupéré.
Toutefois, grâce à la vigilance de Lucky Luke et à cause de la maladresse des deux bandits, les différentes tentatives d'évasion du Kid et de son complice se soldent par des échecs cuisants. 
Arrivé au Nouveau-Mexique, Billy est emmené en prison dans l'attente de son jugement : là, il parvient à s'évader seul, ce qui rend Malloy furieux. Lucky Luke se lance alors à la poursuite du fugitif qui lui tend un piège. La tentative du Kid est toutefois perturbée par l'intervention de Bert. Les deux hommes se retrouvent alors enfermés ensemble, puis sont menés tous les deux devant le juge. 
Billy écope alors d'une amende de cinq dollars pour avoir « mal attaché son cheval dans la rue », tandis que Bert, condamné à la prison pour complicité, comprend finalement que le Kid l'a roulé.
Malloy et Billy sont alors ramenés en prison par Lucky Luke, sans aucun incident notable. En effet, les deux ex-complices se haïssent tellement qu'au cours du trajet, ils se sont mutuellement empêchés de s'évader.

### Personnages
- Lucky Luke
- Jolly jumper
- Billy the Kid : un des bandits les plus redoutables de l'ouest, malgré ses attitudes enfantines.c'est sa deuxième apparition dans Lucky luke.
- Bert Malloy : bandit rencontré en prison par Billy, qui s'alliera avec lui. Il n'arrête pas  d'échouer ses tentatives d'évasion ,grand gaffeur,un peu bête et maladroit,il est naïf et se fait arrêter et mis en prison pour de petites et bêtes choses, il est même condamné à 66 ans de prison juste parce qu'il a aidé Billy the kid.
- Rantanplan :  Il n'apparaît que dans quelques pages de l'album,il veut empêcher Billy the kid de partir car il croit que l'escorte est en fait une évasion,il le personnage principal de cette histoire qu'en episode sorti en 1984 car il est membre de l'escorte.
- Chef du pénitencier du texas :Il confie à Lucky luke la mission d'escorter Billy the kid au Nouveau-mexique,même si celui-ci est un peu inquiet de ce redoutable bandit .
- Sherif de Bronco Pueblo : Courageux et sans peur il emprisonne Billy the kid en le considérant comme un gamin, et ne plaisante pas avec la justice ni avec les infractions commises dans la ville .

## Publication

### Revues
L'histoire est parue dans le journal Spirou, du no 1380 (24 septembre 1964) au no 1401 (18 février 1965).

### Album
Éditions Dupuis, no 28, 1966

## Adaptation
Cet album a été adapté dans la série animée Lucky Luke, diffusée pour la première fois en 1984 où le chien Rantanplan apparait dans cet épisode.

## Erreurs
L'album envoie Lucky Luke et Billy the Kid dans l’État du Nouveau-Mexique.  Or, ce n’est qu’au XXe siècle que celui-ci est devenu un État en tant que tel, admis dans l’Union en 1912.

## Sources
- www.bedetheque.com, « Lucky Luke » (consulté le 8 août 2008)
- www.lucky-luke.com, « Lucky Luke » (consulté le 8 août 2008)
- www.bdoubliees.com, « Parutions dans le journal de Spirou » (consulté le 8 août 2008)